# Рейнско-Вестфальский технический университет Ахена
Рейнско-Вестфальский технический университет Ахена (нем. Rheinisch-Westfälische Technische Hochschule Aachen, англ. RWTH Aachen University) — высшее учебное заведение в Ахене, Германия. РВТУ входит в TU 9 (ассоциация девяти лучших технических университетов Германии), IDEA League (ассоциация пяти ведущих вузов Европы), а также ассоциацию Top Industrial Managers for Europe.

## Цифры и факты
РВТУ включает 10 факультетов и 260 кафедр (410 профессоров). В университете учатся около 30 000 студентов на 75 разных профессий. Каждый год поступают около 5000 новых студентов, примерно 2000 заканчивают учёбу, около 800 получают докторский титул. 5200 учащихся — иностранцы из 130 стран мира.
Большая часть студентов стремятся получить инженерное (48 %) или математическое (16 %) образование. Годовой бюджет университета составляет 650 миллионов евро. Дополнительно он получает ежегодно около 150 миллионов евро от индустрии (больше любого другого немецкого вуза).
Количество персонала: 8185.
Из них научных сотрудников: 2346.
Объём финансирования в 2011 г.: 748 миллионов евро.
Из спонсорских средств: 312,5 миллиона евро.
2 000 проектов, финансируемых промышленными предприятиями и общественными учреждениями.
163 проекта, финансируемых Европейским союзом в размере 13 миллионов евро в год.
В университете разработан и создан с нуля электрический пикап «StreetScooter» .

## Организация

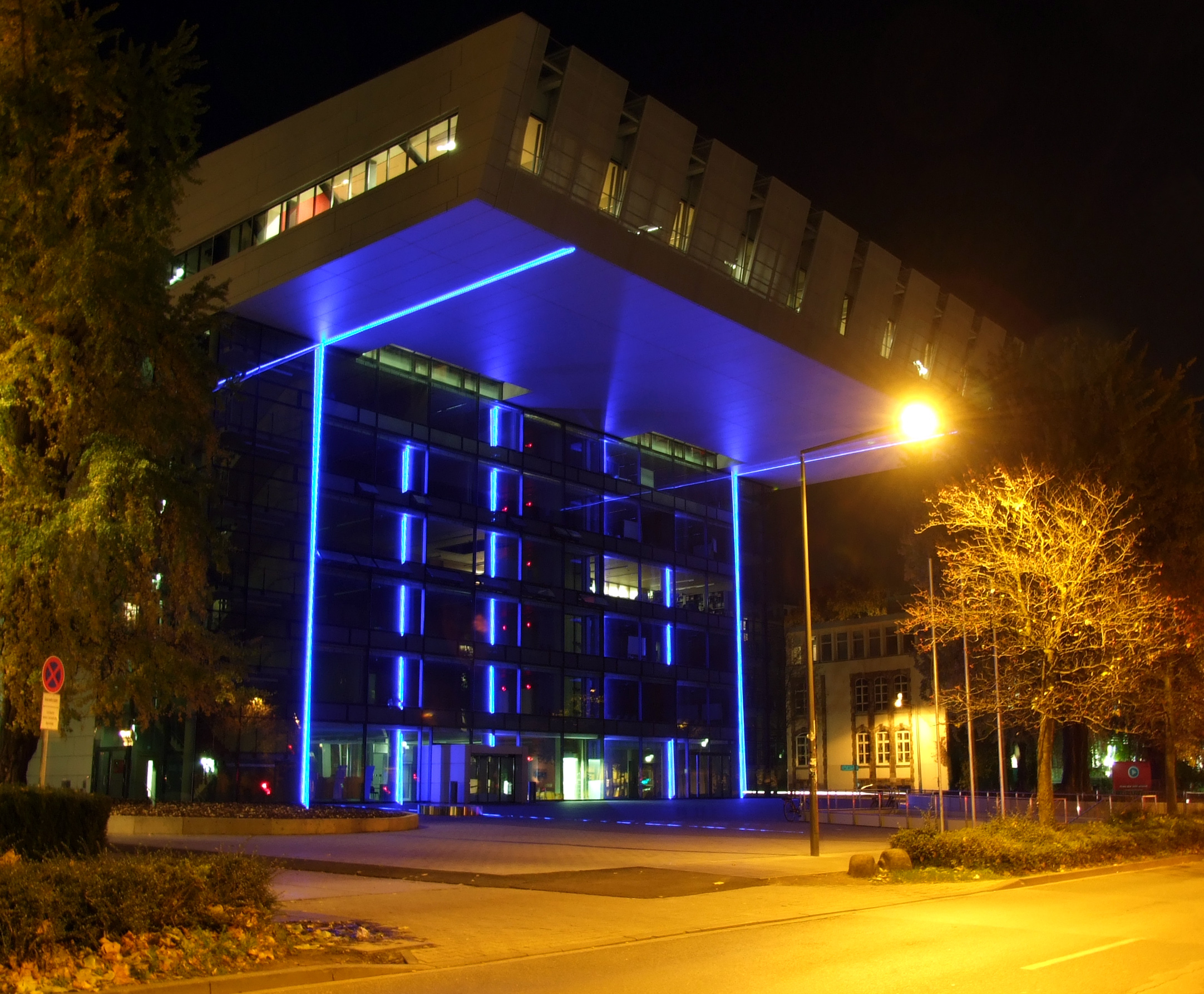
Администрация университета (ночью)

### Факультеты
- Математика, информатика и естественные науки
- Архитектура
- Строительство
- Машиностроение
- Геология и материалы
- Электротехника и информационная техника
- Философия
- Экономика
- Педагогика
- Медицина

Количество институтов: 260.

### Междисциплинарные исследования
6 междисциплинарных форумов
11 научных подразделений для аспирантов
11 областей специальных исследований
5 форм участия в специальных программах
4 института им. Фраунгофера
13 прикладных институтов
3 центра передовых научных исследований
1 школа аспирантов

### Кампус РВТУ Ахена
В сотрудничестве с промышленными предприятиями на новой территории РВТУ Ахена в Зеффент-Мелатене вблизи голландской границы возникают 18 кластеров, в которых предприятия и высшие учебные заведения будут проводить совместные исследования и разработки. Благодаря инвестициям в размере 750 миллионов евро в ближайшие годы здесь будет создано почти 10 000 новых рабочих мест, а университетский кампус Ахена площадью 2,5 км² станет одним из крупнейших в Европе. Архитектурной основой кампуса РВТУ Ахена служит научно-исследовательский центр концерна E. ON, который возводится сейчас по планам лондонского архитектурного бюро Захи Хадид.

## Исследовательские Центры при РВТУ Ахена

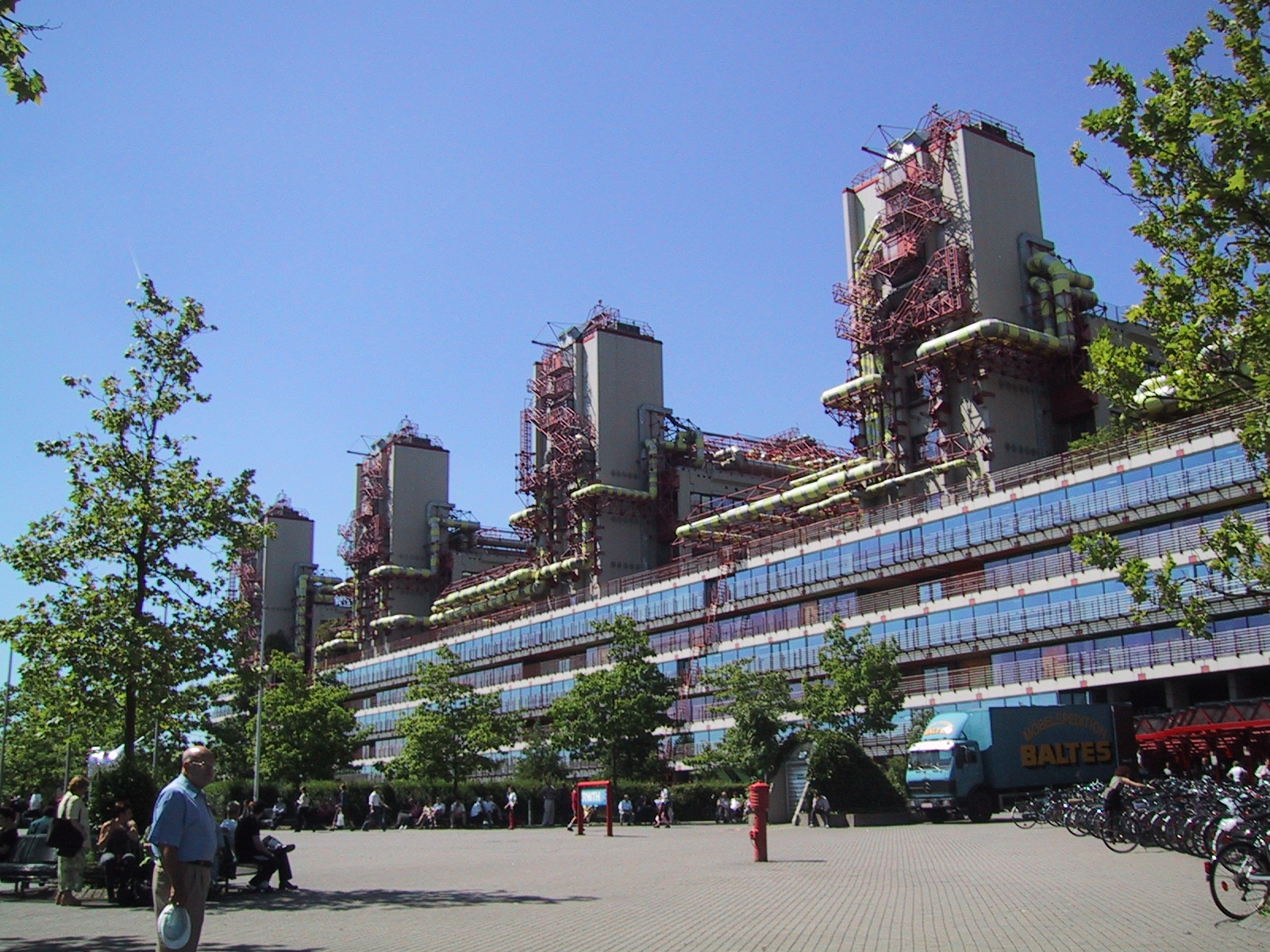
Университетская клиника

Работа исследовательских центров при РВТУ Ахена строго ориентирована на текущие потребности промышленности. Результатом этого является огромное количество инноваций, патентов и свидетельств. Наряду с выраженной дифференциацией и узкой специализацией центры научной компетенции РВТУ Ахена практикуют эффективное междисциплинарное и межфакультетское сотрудничество в рамках объединений и форумов. Так, относящиеся к сфере естественных наук информатика и биология, а также общественные науки тесно связаны с инженерными специальностями вуза. Это послужило толчком к созданию в регионе Ахена исследовательских центров, принадлежащих таким транснациональным концернам как Philips, Microsoft или Ford. Кроме того, инновационный потенциал вуза находит своё выражение в огромном количестве вновь создаваемых компаний — более 1250. За последние 20 лет это позволило создать в регионе Ахена почти 30 000 рабочих мест. Рейнско-Вестфальский технический университет Ахена также является крупнейшим работодателем и образовательным учреждением в регионе.
В рамках таких сетевых объединений как IDEA League РВТУ Ахена вместе с ведущими техническими университетами других стран разрабатывает стандарты качества обучения и повышения научной квалификации.
В рамках инициативы по поддержке науки и исследований в университетах РВТУ Ахена получил благодаря средствам для финансирования трех центров передовых научных исследований, школы аспирантов и концепции будущего «РВТУ Ахена 2020: навстречу глобальным изменениям» дополнительные возможности для повышения конкурентоспособности на мировом уровне.

## Стоимость образования
16 марта 2006 года в Северном Рейне-Вестфалии вступил в силу нашумевший закон о введении платы за обучение. Начиная с 2006 года каждый студент обязан был платить примерно 650 евро в семестр. В эту сумму входила плата за обучение (около 500 евро) и социальная часть (Sozialbeitrag) с проездным на автобус и поезд, действующий на территории всей земли. В 2011 году взнос в 500 евро упразднили, в результате чего стоимость обучения составила около 220 евро в семестр.На 2022 год взнос за семестр составляет порядка 300 евро.

## История
- 1870 — основывается «Королевская Рейнско-Вестфальская политехническая школа Ахена» (нем. Königlich Rheinisch-Westphälische Polytechnische Schule zu Aachen)
- 1880 — переименована в «технический университет»
- 1933—1945 — ограничение свободы обучения, централизация обучения Третьим рейхом, репрессии против студентов и профессоров

## Ректоры
- 1869—1880: Август фон Кафен
- 1880—1883: Адольф фон Гицикки
- 1883—1886: Адольф Вюлльнер
- 1886—1889: Эрнст Фридрих Дюрре
- 1889—1892: Густав Фридрих Херрман
- 1892—1895: Фридрих Хайнцерлинг
- 1895—1898: Отто Инце
- 1898—1901: Ханс фон Мангольдт
- 1901—1904: Людвиг Бройлер
- 1904—1909: Вильгельм Борхерс
- 1909—1911: Август Хертвиг
- 1911—1913: Август Хирш
- 1913—1915: Адольф Валликс
- 1915—1917: Август Хертвиг
- 1917—1919: Фридрих Клокман
- 1919—1920: Адольф Валликс
- 1920—1922: Пауль Гаст
- 1922—1924: Август Швеман
- 1924—1926: Херман Бонин
- 1926—1928: Роберт Ханс Венцель
- 1928—1930: Хуберт Хофф
- 1930—1932: Феликс Рётшер
- 1932—1934: Пауль Рёнтген
- 1934—1938: Отто Грубер
- 1938—1940: Альфред Бунтру
- 1941—1945: Ханс Эренберг
- 1945—1948: Пауль Рёнтген
- 1948—1950: Вильгельм Мюллер
- 1950—1952: Вильгельм Фукс
- 1952—1954: Роберт Шварц
- 1954—1956: Ойген Флеглер
- 1956—1958: Рудольф Юнг
- 1958—1959: Херварт Опиц
- 1959—1961: Хельмут Винтерагер
- 1961—1963: Мартин Шмайсер
- 1963—1965: Фолькер Ашофф
- 1965—1967: Эрих Кюн
- 1967—1969: Херварт Опиц
- 1969—1970: Хельмут Файснер
- 1970—1973: Ханс Эрнст Шнайдер
- 1973—1977: Бернард Санн
- 1977—1980: Оттмар Кнакке
- 1980—1984: Гюнтер Урбан
- 1984—1987: Ханс-Дитер Оленбуш
- 1987—1997: Клаус Хабета
- 1997—1999: Роланд Вальтер
- 1999—2008: Буркхард Раухут
- 2008—н.в.: Эрнст Шмахтенберг